# Convenció de setembre
La Convenció de setembre va ser un tractat signat el 15 de setembre de 1864 entre el Regne d'Itàlia i Napoleó III.

## El tractat
Segons aquest tractat:
- Napoleó III es comprometia a retirar totes les tropes franceses de Roma en un termini de dos anys.
- El govern italià garantia les fronteres dels Estats Pontificis, que en aquell moment s'estenien per Roma i Latium.
- El govern italià es movia de Torí a Florència, per tal de deixar palès que el govern no volia prendre la seu a Roma, declarada capital d'Itàlia el 27 de març de 1861 en una reunió del primer Parlament italià a Torí.

Aquest tractat va rebre l'oposició del Papa, dels catòlics francesos i dels patriotes italians. Amb l'anunci de la decisió del govern de moure's a Florència, van esclatar disturbis antigovernamentals generalitzats i van ser assassinats centenars de civils italians. Les últimes tropes franceses van abandonar Roma el desembre de 1866. Napoleó III va confiar en què el Govern italià i el Papa negociarien un acord que li permetés al govern italià passar de Florència a Roma.

## Conseqüències
Com a resposta al rebuig de Pius IX a totes les propostes, els patriotes italians, sota la direcció de Giuseppe Garibaldi, van organitzar una invasió de Latium i Roma l'octubre de 1867. Tanmateix, els patriotes van ser derrotats a Mentana per 2.000 soldats francesos enviats per Napoleó III. Una guarnició francesa es va mantenir a Roma per donar suport al papat de Pius IX.
L'agost de 1870, després de l'esclat de la guerra francoprussiana, es va tornar a demanar l'ajuda de la guarnició francesa. Diverses manifestacions públiques van exigir al govern italià que prengués Roma. Tanmateix, el govern italià no va adoptar cap mesura directa fins a la caiguda de Napoleó III a la batalla de Sedan, després de la qual el govern italià ja no estava obligat a respectar la Convenció de setembre. El rei Víctor Manuel II va enviar el comte Gustavo Ponza di San Martino a Pius IX per adreçar-li una carta personal en què proposava l'entrada pacífica de l'exèrcit italià a Roma, sota el pretext d'oferir protecció al Papa.
L'exèrcit italià, comandat pel general Raffaele Cadorna, va travessar la frontera papal l'11 de setembre de 1870 i va avançar lentament cap a Roma, amb l'esperança que es pogués negociar una entrada pacífica. L'exèrcit italià va arribar el 19 de setembre a la Muralla Aureliana i es va iniciar l'estat de setge a Roma. Pius IX es va negar a rendir-se i els zuaus pontificis van continuar resistint. El 20 de setembre, després que l'exèrcit italià aconseguís travessar la Muralla Aureliana per la Porta Pia a través d'un canoneig de tres hores, els Bersaglieri van entrar a Roma i va marxar per Via Pia, que va passar a anomenar-se Via XX Settembre. Com a conseqüència, van morir 49 soldats italians i 19 zuaus pontificis. Roma i Latium van ser annexionats al Regne d'Itàlia després d'un plebiscit. El Papa es va anomenar a si mateix un «presoner al Vaticà». Finalment, a l'any següent el govern italià es va traslladar de Florència a Roma.